# Eulecanium excrescens
Eulecanium excrescens är en insektsart som först beskrevs av Ferris 1920.  Eulecanium excrescens ingår i släktet Eulecanium och familjen skålsköldlöss. Inga underarter finns listade i Catalogue of Life.